# 谢利夫省
谢利夫省，或作谢里夫省（阿拉伯語：'ولاية الشل）是阿尔及利亚北部的一个省，首府谢利夫。其他主要城市包括提奈斯（تنس）。
谢利夫省分为13个省和35个县。